# Jacques-Louis-Florentin Engramelle
Cet article concerne le cadet des deux frères Engramelle, entomologiste. Pour l'aîné, musicien, voir Marie-Dominique-Joseph Engramelle.
Le Père Jacques-Louis-Florentin Engramelle (Nédonchel, 7 juin 1734 - Fontainebleau, 29 avril 1814) est un entomologiste français, moine au couvent des Petits-Augustins de Paris.
Jean-Baptiste Gigot d'Orcy lui confie le soin de rédiger les descriptions de ses papillons illustrés par Jean-Jacques Ernst. Après sa nomination, par les Augustins, secrétaire de la Province de Paris, c'est Arnould Carangeot qui achèvera les descriptions. Arrêté par le Comité de surveillance révolutionnaire de Fontainebleau, en 1793, Engramelle est libéré au bout d'un mois et achève sa vie comme vicaire à Fontainebleau.

## Œuvres
- Papillons d'Europe peints d'après nature par M. Ernst, gravés par M. Gérardin, et  coloriés sous leur direction, décrits par le R.P. Engramelle, religieux augustin du quartier de Saint Germain, À Paris chez Delaguette/ Basan & Poignant, 29 cahiers, 8 volumes, 1779-1792.